# Provincia Malatya
Provincia Malatya este o provincie a Turciei cu o suprafață de  km², localizată în. Potrivit Enciclopediei Islamului, provincia este considerată parte din Kurdistanul Turcesc.
1. ↑  „Li Meletî 3 tax û li Êlihê gundek hatin kerentînekirin”. www.rudaw.net. Accesat în 23 mai 2023.
2. ↑  Bois, Th; Minorsky, V.; MacKenzie, D. N. (24 aprilie 2012), „Kurds, Kurdistān”, Encyclopaedia of Islam, Second Edition (în engleză), Brill, accesat în 23 mai 2023